# おりんさん
『おりんさん』は、東海テレビ制作・フジテレビ系列で、1983年8月1日 - 9月30日に放送された昼ドラマである。

## 概要
八方破れの落語家・5代目古今亭志ん生の夫婦物語。ヒロイン・りん役を実の孫である池波志乃が演じているほか、池波の夫である中尾彬が志ん生の友人役(兵隊寅)で出演し夫婦共演を果たしている。また、劇中の語りは志ん生とりん夫妻の次男であり、りん役の池波の叔父にあたる古今亭志ん朝が務めている。(第一話と最終話では顔出しで出演)

## キャスト
- りん（美濃部りん・5代目古今亭志ん生の妻） - 池波志乃（志ん生・りんの孫）[1]
- 孝蔵（美濃部孝蔵＝5代目古今亭志ん生） - 中村嘉葎雄[1]
- 亀次郎 - 大坂志郎
- お政 - 永島暎子[1]
- 万ちゃん - 石田太郎
- 山春 - 多々良純
- 小鹿番
- 桜京美[1]
- 兵隊寅（孝蔵の友人） - 中尾彬（池波の夫）[1]
- 三五朗 - 三遊亭遊三
- 語り（※　最終話では顔出しで出演） - 3代目古今亭志ん朝（志ん生・りんの次男で池波の叔父）[1]

## スタッフ
- 原作：結城昌治『志ん生一代』 [1]
- 演出：井村次雄、河野和平
- 脚本：池田一朗（隆慶一郎）[1]、山崎巌
- 音楽：平尾昌晃
- 主題歌：「あいつと俺」山下敬二郎
- タイトル画：中尾彬

## その他
- 制作発表時のインタビューで池波志乃は、「私、お父ちゃんを産まなきゃならないんだ」と発言した。
- 落語ファンでもある桑田佳祐がこのドラマを見ていたことを著書で述べており、志ん生役を演じた中村の演技に対して「泣けましたねェ」と評している[2]。
- 池波は、2019年のNHK大河ドラマ『いだてん〜東京オリムピック噺〜』においても美濃部りんを演じることになった。